# Tyrrinsaari
Tyrrinsaari är en ö i Finland. Den ligger i sjön Sonkajärvi och i kommunen Sonkajärvi i den ekonomiska regionen  Övre Savolax ekonomiska region  och landskapet Norra Savolax, i den centrala delen av landet, 400 km norr om huvudstaden Helsingfors. Öns area är 1,7 hektar och dess största längd är 240 meter i nord-sydlig riktning.